# Lista de navios lançados em maio de 1942
A seguir está uma lista como os navios lançados ao mar no mês de maio de 1942.
| Data       | Navio                       | País           | Construtor                                   | Localização             | Classe                      | Notas |
| ---------- | --------------------------- | -------------- | -------------------------------------------- | ----------------------- | --------------------------- | ----- |
| 2 de maio  | USS Barnes (CVE-20)         | Estados Unidos | Seattle-Tacoma Shipyard                      | Seattle, WA             | Bogue                       |       |
| 2 de maio  | HMAS Inverell               | Austrália      |                                              |                         | Bathurst                    |       |
| 7 de maio  | USS Prince William (CVE-19) | Estados Unidos | Western Pipe & Steel                         |                         | Bogue                       |       |
| 15 de maio | USS Core (CVE-13)           | Estados Unidos | Seattle-Tacoma Shipyard                      | Seattle, WA             | Bogue                       |       |
| 15 de maio | USS Mobile (CL-63)          | Estados Unidos | Newport News Shipbuilding & Dry Dock Company | Newport News            | Cleveland                   |       |
| 16 de maio | HMAS Horsham                | Austrália      |                                              |                         | Bathurst                    |       |
| 18 de maio | SS Empire Galahad           | Reino Unido    | Lithgows                                     | Port Glasgow            | Navio cargueiro refrigerado |       |
| 22 de maio | USS Altamaha (CVE-18)       | Estados Unidos | Seattle-Tacoma Shipyard                      | Seattle, WA             | Bogue                       |       |
| 22 de maio | HMS Hunter (D80)            | Estados Unidos | Ingalls Shipbuilding                         | Pascagoula, MS          | Attacker                    |       |
| 22 de maio | Empire Imp                  | Reino Unido    | Cochrane & Sons Ltd                          | Selby                   | Rebocador                   |       |
| 28 de maio | Empire Piper                | Reino Unido    | Clelands (Successors) LTd                    | Willington Quay-on-Tyne | Rebocador                   |       |
| 30 de maio | Empire Pat                  | Reino Unido    | Cochrane & Sons Ltd                          | Selby                   | Rebocador                   |       |